# Crassispira nigrescens
Crassispira nigrescens är en snäckart som först beskrevs av C. B. Adams 1945.  Crassispira nigrescens ingår i släktet Crassispira och familjen Turridae. Inga underarter finns listade i Catalogue of Life.